# Rivière du Rochu
Pour les articles homonymes, voir Rochu.
La Rivière du Rochu (anglais : Rochu River) est un affluent de la rivière Saint-Roch, coulant au :
- Québec (Canada) : dans la région administrative de Chaudière-Appalaches, dans L'Islet (municipalité régionale de comté), dans les municipalités de Sainte-Perpétue (L'Islet), Saint-Omer (Québec) ;
- Maine (États-Unis) : dans le canton T15 R15 Wels, dans le comté d’Aroostook, dans le North Maine Woods.

Son cours coule surtout en région forestière dans une vallée enclavée dans les Monts Notre-Dame, entre la rivière des Cinq Milles (Québec-Maine) (côté Nord-Est) et la rivière Saint-Roch (côté Sud-Ouest).

## Géographie
La partie supérieure de la rivière du Rochu débute dans les Monts Notre-Dame, dans la municipalité de Sainte-Perpétue (L'Islet), dans la municipalité régionale de comté (MRC) de L’Islet. Cette source est située à :
- 1,1 km au Sud-Est de la limite de la MRC de Kamouraska ;
- 13,1 km au Nord-Ouest de la frontière entre le Québec et le Maine ;
- 17,7 km au Nord de la confluence de la rivière du Rochu ;
- 9,4 km au Nord du centre du village de Saint-Omer.

La rivière du Rochu coule sur 25,2 km selon les segments suivants :
Cours supérieur de la rivière (segment de 20,0 km au Québec)
À partir de la source en montagne, la rivière du Rochu coule sur :
- 4,0 km vers le Sud-Est dans Sainte-Perpétue (longeant la forêt ancienne de la Rivière-du-Rochu sur le territoire de cette municipalité), jusqu’à la limite de la municipalité de Saint-Omer ;
- 1,6 km vers le Sud-Est dans Saint-Omer, jusqu’à un ruisseau de montagne (venant du Nord), soit de la MRC de Kamouraska ;
- 4,8 km vers le Sud-Est, jusqu’à la route du rang des Pelletier qu’elle coupe à 1,5 km au Nord-est du village de Saint-Omer et à 0,4 km au Sud-Ouest du pied de la Côte à Deroy ;
- 4,4 km vers le Sud-Est, en recueillant un ruisseau (venant du Nord-Est), jusqu’à la route du rang des Gagnon ;
- 5,2 km vers le Sud-Est, en passant à l’Ouest de la « montagne du Rochu » et en recueillant les eaux d'un ruisseau (venant de l'Est) drainant l'Est et le Sud de cette dernière montagne, jusqu’à la frontière entre le Québec et le Maine.

Cours inférieur de la rivière (segment de 5,2 km au Maine désigné "Little Saint Roch River")
À partir de la frontière entre le Québec et le Maine, la rivière Little Saint Roch River coule sur :
- 2,1 km vers le Sud dans le Maine, jusqu’au ruisseau de la Frontière (venant du Nord-Ouest). Note : Ce cours d’eau prend sa source au Québec ;
- 3,1 km vers le Sud, jusqu’à la confluence de la rivière[2].

La rivière du Rochu se déverse sur la rive Nord-Est de la rivière Saint-Roch, dans le canton T15 R15 Wels, du comté d’Aroostook. Cette confluence est située à :
- 1,6 km au Sud-Est de la frontière entre le Canada et les États-Unis ;
- 7,0 km au Nord-Ouest de la confluence de la rivière Saint-Roch (désignée « Shield Branch » dans le Maine ;
- 9,2 km au Sud-Est du centre du village de Saint-Omer, au Québec.

## Toponymie
Le terme Rochu est un québécisme, signifiant couvert de roches, rocheux, pierreux. Le toponyme rivière du Rochu est associé du nom de la montagne du Rochu.
Le toponyme Rivière du Rochu a été officialisé le 2 décembre 1982 à la Commission de toponymie du Québec.